# Сновидовский сельский совет (Бучачский район)
Сновидовский сельский совет (укр. Сновидівська сільська рада) — входит в состав
Бучачского района
Тернопольской области
Украины.
Административный центр сельского совета находится в 
с. Сновидов.

## История
- 1946 — дата образования.

## Населённые пункты совета
- с. Сновидов